# Княгині Ольги (зупинний пункт)
Княги́ні О́льги — пасажирський залізничний зупинний пункт Львівської дирекції Львівської залізниці.
Розташований у місцевості Кульпарків поблизу парку Горіховий Гай у Франківському районі міста Львів, Львівської області на лінії Львів — Ходорів між станціями Львів (5 км) та Персенківка (2 км).
Станом на травень 2019 року дизель-потяги не здійснюють зупинку.